# Флаг Нововоронежа
Флаг городского округа — город Нововоро́неж Воронежской области Российской Федерации — опознавательно-правовой знак, служащий официальным символом муниципального образования.
Флаг утверждён 25 апреля 2006 года и внесён в Государственный геральдический регистр Российской Федерации с присвоением регистрационного номера 2300.

## Описание
«Флаг города Нововоронежа представляет собой прямоугольное полотнище с соотношением ширины к длине 2:3, разделённое по горизонтали на две неравные полосы: верхнюю жёлтую в 1/5 ширины полотнища, несущую изображения семи красных звёзд, и синюю в 4/5 ширины полотнища, воспроизводящую в центре фигуры из гербовой композиции: белого обернувшегося орла с распростёртыми крыльями, держащего в лапах жёлтый шар с тремя расходящимися до краёв полотнища наподобие вилообразного креста лучами того же цвета».

## Обоснование символики
Город Нововоронеж возник в 1957 году как посёлок в связи со строительством Нововоронежской АЭС. История города неразрывно связана с развитием атомной энергетики в стране: многое здесь происходило впервые, и требовало неординарного подхода, научной смелости и прозорливости.
Фигура орла, введённая в композицию флага города Нововоронежа, свою историю в Воронежской области ведёт с 1712 года, когда для Воронежского гарнизонного пехотного полка было составлено знамя с «птицей, сидящей на стреляющей пушке», и впоследствии — «белый одноглавый орёл», удостоившийся Величайшего утверждения Правительственным Сенатом в 1729—1730 годах, тем самым, связывая историю названия города Нововоронежа с городом Воронежем.
Орёл символизирует храбрость, веру, победу, величие и власть, а его распростёртые крылья — стремление вперёд, в будущее, способность человека преодолевать трудности. Орёл держит в лапах геральдическую фигуру безант — символ вечности, аллегорический атом, тем самым подчёркивая, что атом укрощён и служит мирным целям, на благо человека.
Белый цвет (серебро) — символ простоты, совершенства, благородства, мира и взаимного сотрудничества.
Звезда — один из древнейших символов человечества — это символ вечности, путеводности, высоких устремлений, идеалов. Пятиконечные звезды в геральдике — символ оберега, обороны. Вместе с этим, семь звёзд во главе — почётной фигуре флага, аллегорически показывают события времён Великой Отечественной войны 1941—1945 годов: по территории современного Нововоронежа проходила линия обороны 141-й стрелковой дивизии.
Жёлтый цвет (золото) — символ прочности, силы, великодушия, богатства и интеллекта. Красный цвет звёзд аллегорически говорит о силе, преданности и мужестве жителей города, своим трудом, активной жизненной позицией превративших Нововоронеж в красивый, уютный и чистый город, устремив его в будущее.
Красный цвет — цвет трудовой славы, символизирует труд, жизнеутверждающую силу, мужество, праздник, красоту.
Синий цвет полотнища дополняет символику флага и показывает географическое расположение города на левобережье реки Дон.
Синий цвет (лазурь) — символ возвышенных устремлений, мышления, искренности и добродетели.